# Гребинь, Аврам Родионович
 Аврам Родионович Гребинь (Гребень; 8 ноября 1878, Березна, Черниговская губерния, Российская Империя — 27 декабря 1961, с. Дмитровка Менского района) — украинский лирник.

## Биография
В двадцатилетнем возрасте потерял зрение.
Сначала учился играть на скрипке.
Дальше учился у кобзаря и лирника Терентия Пархоменко.
Путешествовал по Черниговщине, участвовал в революционных событиях 1905—1907 гг., распространял по селам нелегальную литературу.
После 1907 года проживал в Марсе, а с 1956 года — Дмитровке.
Умер лирник 27 декабря 1961 года.
В доме, где проживал Аврам Гребень, открыт музей. На данный момент, здание находится в аварийном состоянии.

## Оценка деятельности
Авраама Гребеня считали способным и самобытным исполнителем казацкого эпоса, репертуар которого был записан в 1950-х годах. В аутентичном образце от Авраама Гребеня записан «Невольничий плач». Это одна из старейших дум о том, как пленные казаки, прикованные кандалами к турецкой галере, утомленные голодом и адским солнцем, стеганные нагайками турок-яничарей, просят Господа об освобождении из неволи, разлучившей «брата с сестрой, мужа с женой и отца». мать с маленькими детьми". Лирническое исполнительство дум — специфическое, монотонное, в основном говорливое, в небольшом диапазоне мелодии, как в этом случае, с распевом в конце фраз. Специфический тембровый колорит звучанию думы придает лира.

## Репертуар
В репертуаре — укр. род. думы («О Марусе Богуславке», «О казаке-бандуристе», «Невольничьем плаче», «Об азовских братьях», «Об вдове» и др.), истор. («О Морозенко», «Максим казак Железняк», «Эй, нуте, ребята», «О Кармалюке», «О Конашевиче»), соц.-быт. песни, песни, в которых высказан протест против изыскателей («О правде», «О соцком», «О уряднике»), инструм.-танц. нагревы, р. танцы — бабочки, гопаки, польки.